# Конрад, Николай Иосифович
Никола́й Ио́сифович Ко́нрад (1 (13) марта 1891 — 30 сентября 1970) — советский востоковед, доктор филологических наук, академик АН СССР (1958). Председатель редакционной коллегии серии «Литературные памятники» (1962—1970).

## Биография
Родился в Риге (по другим данным, в д. Жуковка Орловской губернии) в зажиточной семье. Отец Конрада, латышский немец, был инженером-железнодорожником, мать — дочерью священника из Орловской губернии.
Окончил японско-китайский разряд факультета восточных языков Петербургского университета (1912) и японское отделение Практической восточной академии (ПВА). Преподавал в Киевском коммерческом институте (1912—1914). Стажировался в Японии (1914—1917), изучал в Токийском университете японский и китайский языки, культуру и классическую литературу Японии. По возвращении на родину вместе с Е. Д. Поливановым некоторое время работал в Наркоминделе РСФСР (перевёл, в частности, на японский язык «Обращение к народам Востока» и «Обращение к трудящимся и угнетённым всего мира»), был тесно связан с Китайским Советом рабочих депутатов в Петрограде.
В 1919—1922 годах преподавал в Орловском университете, был его ректором. С 1922 года — преподаватель, с 1926 года — профессор Ленинградского института живых восточных языков (до 1938). Одновременно преподавал в Географическом институте ЛГУ. С 1931 года — научный сотрудник Института востоковедения АН СССР, возглавил там работу по изучению японских исторических документов эпохи Мэйдзи, а также занимался вместе с Н. А. Невским составлением японско-русского словаря. 12 февраля 1934 года избран членом-корреспондентом АН СССР по Отделению общественных наук (японская филология). В 1934—1936 годах читал лекции в Институте красной профессуры.
29 июля 1938 года был арестован, обвинён по ст. 58-1а УК РСФСР (как японский шпион). Ведшие дело Конрада заместитель начальника отдела УНКВД ЛО Голуб, следователь Трухин, начальник отдела Соловьёв, сотрудники Гаркавенко, Слепнёв и др. систематически избивали его, держали по нескольку часов в «стойке». Конрад дважды отказывался от данных под пытками показаний. 10 ноября 1939 года ОСО при НКВД СССР приговорён к 5 годам ИТЛ; отправлен в Канск. Зимой 1939/40 года работал в лагере на лесоповале. Благодаря хлопотам влиятельных лиц (в том числе президента АН СССР В. Л. Комарова) направлен в «шарашку», где работал с китайским и японским языками.
Известно, что в первой половине 1941 года Конрад занимался научной работой непосредственно в Бутырской тюрьме, где находился в связи с пересмотром дела. Освобождён постановлением ОСО при НКВД СССР 8 сентября 1941 года. С тех пор жил в Москве. Входил в состав редколлегии журнала «Известия АН СССР. Отделение литературы и языка».
Профессор Московского института востоковедения (1941—1950) и МГУ. Действительный член АН СССР с 20 июня 1958 года по Отделению литературы и языка. Заместитель главного редактора журнала «Вопросы языкознания» (1959—1964); заместитель председателя редакционной коллегии книжной серии «Литературные памятники» (1960—1962), с ноября 1962 года — председатель редколлегии.
Один из авторов «Истории всемирной литературы» в 8 томах, изданной в 1983—1994 годах.
Был женат на переводчице, докторе филологических наук Н. И. Фельдман-Конрад (1903—1975).

## Научная деятельность
В сферу интересов учёного входили японская классическая и современная литература, социально-экономическая и политическая история японского средневековья, система японского образования, классическая японская и китайская философия, лингвистика. Издал переводы на русский язык ряда памятников японской классической литературы («Исэ-моногатари», «Ходзёки» и др.). Широкую известность получила книга «Запад и Восток» (1966), прослеживающая культурно-исторические параллели и способы разного выражения одних и тех же идей в культурах Запада и Востока. Автор «советского извода» концепции «Восточного Ренессанса». Как педагог воспитал много учеников («лично донёсшим до иных поколений (хотя порой и в искажённом виде) некоторые традиции дореволюционного востоковедения», — указывает его С. Д. Серебряный), создал ряд учебных пособий. Редактор «Большого японско-русского словаря» (1970), по широте представленного в нём материала до сих пор не превзойдённого.
Одним из крупных современных историков признавал его С. П. Капица.

## Награды
- 2 ордена Ленина (10 июня 1945; 27 марта 1954)
- Орден Трудового Красного знамени (4 ноября 1944) — за выдающиеся заслуги в деле подготовки специалистов для народного хозяйства и культурного строительства
- японский орден Восходящего солнца 2-й степени (1969)

## Критика
Конрад, являвшийся идейным коммунистом и сотрудничавший с НКИД по вопросу пропаганды, вместе со своим окружением участвовал в пропагандистских гонениях на китаиста и действительного члена АН СССР В. М. Алексеева, критически относившегося к режиму. Как отмечает синолог  А. И. Кобзев, данная деятельность Конрада всё равно не спасла его самого от приговора.

## Научные труды

### Монографии
- Современная начальная школа в Японии. — СПб., 1913. — 156 с.
- Япония. Народ и государство. Исторический очерк. — Пг., Наука и школа, 1923. — 168 с.
- Японская литература в образцах и очерках. — Л., 1927. — 553 с.; Репринт. — М.: Наука, 1991. — 551 с., 5 000 экз. (Библиотека отечественного востоковедения)
- Конрад Н. И. Театр Кабуки, его история и теория // Японский театр. — Л.-М.: Всесоюзное общество культурной связи с заграницей, 1928. — 60 с. — 4200 экз.
- Краткий очерк грамматики японского разговорного языка. — Л.: Ленинградский восточный институт, 1934. — 65 с.
- Синтаксис японского национального литературного языка. — М., 1937. — 375 с., 4 600 экз.
- Запад и Восток: Статьи. — М.: Наука, 1966. — 520 с. 3 400 экз.; (2-е изд.) М.: Наука, 1972. — 496 с., 15 000 экз.
  - Конрад Н. И. О смысле истории // Альманах «Восток». — № 6(18), июнь 2004.
  - Конрад Н. И. «О смысле истории» (2) // Альманах «Восток». № 6 (18), июнь 2004г
- Очерки японской литературы. Статьи и исследования. — М.: Художественная литература, 1973. — 462 с., 6 000 экз.
- Японская литература. От «Кодзики» до Токутоми. Очерки. — М.: Наука, 1974. — 568 с., 5 500 экз.
- Избранные труды: История. — М.: Наука, 1974. — 472 с., 6 000 экз.
- Избранные труды: Синология. — М.: Наука, 1977. — 622 с., 6 000 экз.; Репринт — М.: Ладомир, 1995. — 622 с., 2 000 экз.
- Избранные труды. Литература и театр. — М.: Наука, 1978. — 462 с., 8 000 экз.
- Очерк истории культуры средневековой Японии, 7-16 вв. — М.: Искусство, 1980. — 144 с., 30 000 экз.
- Неопубликованные работы. Письма. — М.: Российская политическая энциклопедия, 1996. — 544 с., 2 000 экз.

### Статьи
- О китайском языке // Вопросы языкознания. 1952. № 3.
- Краткий очерк истории китайской литературы // Мамаева Р. М. Китайская литература, М., 1959
- Восемь стансов об осени Ду Фу // Средние века. Сборник. вып. 17. М., 1960
- О литературе языке в Китае и Японии // Труды Института языкознания АН СССР, М., 1960, т. 10
- Литературы народов Востока и вопросы общего лит-ведения // Проблемы востоковедения», 1961, № 1 (имеется список трудов Конрада)
- Шекспир и его эпоха // «Новый мир». 1964. № 9.

### Переводы
- Исэ-Моногатари. Лирическая повесть древней Японии. / Пер. Н. И. Конрада. — Пг.: Всемирная литература, 1923. — 169 с. ; М.: Наука, 1979. — 288 с., 100 000 экз. (Литературные памятники).
- Нацумэ Сосэки. Сердце. / Пер. с яп. и предисл. Н. И. Конрада. — М.: Гослитиздат, 1935. — 295 с. 10 300 экз.
- Сунь-цзы. Трактат о военном искусстве. / Пер. с кит. и исследование Н. И. Конрада. — М.-Л.: Издательство АН СССР, 1950. — 404 с., 3 000 экз.
- У-цзы. Трактат о военном искусстве. / Пер. с кит. Н. И. Конрада. — М.: Издательство восточной литературы, 1958. — 131 с., 4 000 экз.